# Satyriinae
Satyriinae es una subtribu de la familia Orchidaceae, que consiste de 85 especies de orquídeas de hábito terrestre dividida en dos géneros, repartidos por todo el África tropical y el norte de Madagascar, Islas Comores y Reunión, Yemen, Sri Lanka y el subcontinente indio al suroeste de China y Birmania, por lo general en zonas montañosas o templadas, sobre todo en el sur de África.
Las plantas de esta subtribu se caracterizan por presentar raíces tuberosas generalmente glabras, generalmente con tallos lisos, o con ausencia de vellosidad, y hojas caulinas o basales, a menudo estrechas, lineales u ovales, inflorescencia terminal racemosa con flores de tamaño mediano o pequeño, los sépalos y pétalos son similares. La columna es prominente y tiene dos polinias sésiles.

## Taxonomía
Hay dos géneros asignados a esta subtribu, Pachites y Satyrium. El primero tiene flores actinomorfas, el segundo, las flores del labio están dotadas con dos o más calcares. Es posible que en el futuro se elimine esta subtribu para pasar a otra tribu, ya que según análisis moleculares recientes se encuentra en las proximidades de Orchideae.